# Црква Светог великомученика Кнеза Лазара у Шиду
Црква Светог великомученика Кнеза Лазара у Шиду (Сремска Лазарица) новоподигнута је црква која припада Епархији сремској Српске православне цркве. 
Црква посвећена Светом кнезу Лазару је храм који се подиже од 2002. године. За потребе богослужења у порти је направљена мања монтажна црква и уз њу парохијски дом. На сабор Светог архангела Гаврила, 26. јула 2016. године, епископ сремски Василије осветио је два звона, једно звоно је дар манастира Привина Глава, а друго Слободана Обрадовића из Шида. На Видовдан 28. (15. јуна по старом календару) јуна 2022. године по благослову његовог преосвештенства епископа сремског господина Василија мошти Светог великомученика кнеза Лазара пренете су из саборне цркве Светог оца Николаja у Шиду у храм Светог великомученика кнеза Лазара у Шиду.